# 정반합
정반합(正反合, 독일어: These, Antithese, Synthese, 영어: thesis, antithesis, synthesis)은 철학용어로 논리적인 전개 방식의 일종이다. 헤겔의 변증법을 도식화한 것으로, 헤겔 본인이 이 용어를 사용한 적은 없으나 이후에 그의 논리학을 해설하며 붙여진 용어이다.
기본적인 구도는 정(테제)이 그것과 상반되는 반(안티테제)과의 갈등을 통해 정과 반이 모두 배제되고 합(진테제)으로 초월한다는 것이다.
이를 풀어 설명하자면, '정'은 어떤 것이 기존부터 유지되어 오던 상태를 말한다. 이 '정'을 부정하며 새로운 상태를 제시하는 것을 '반'이라 한다. 하지만 '반'은 모순을 극복하였다고는 하나, 이 세상 모든 물체들은 모순적 면모를 지닐 수밖에 없으므로, 그것에서 버릴 것은 버리고 취할 것은 취한 상태인 '합'으로 나아간다. 그러나 합 또한 모순적 한계를 가질 수 밖에 없기 때문에 '합'은 다시 '정'이 된다. 이러한 식으로 반복하다 보면 진리에 가까워질 수 있다는 것이 정반합 이론이다.
카를 마르크스는 여기에서 정과 반의 화합에 초점을 두어 변증법적 유물론과 유물사관의 이론적 배경으로 삼았다.